# حاجي أباد (فيروزة)
حاجي أباد (بالفارسية: حاجی‌آباد) هي قرية تقع في قسم تخت جلغة الريفي في إيران.